# Alois Riedler
Alois Riedler, född 15 maj 1850 i Graz, död 25 november 1936 i Wien, var en österrikisk ingenjör.
Riedler blev 1880 professor vid tekniska högskolan i München, flyttade 1884 i samma egenskap till Aachen och 1888 till tekniska högskolan i Charlottenburg, där han även var rektor under ett läsår. Han utövade en betydande verksamhet som maskinkonstruktör (särskilt i fråga om ångmaskiner och pumpverk) och teknisk författare. Bland annat verkade han livligt för de tekniska högskolornas utveckling och förhållande till universiteten. Han blev 1898 livstidsledamot av preussiska herrehuset.